# Yevgueni Zamiatin
Yevgueni Ivánovich Zamiatin (en ruso: Евгений Иванович Замятин, AFI: jɪvˈgʲenʲɪj ɪˈvanəvʲɪtɕ zɐˈmʲætʲɪn; Lebedián, gobernación de Tambov, 1 de febrero de 1884-París, 10 de marzo de 1937) fue un ingeniero naval y escritor ruso. Se le considera el autor de la primera distopía con su novela Nosotros publicada en 1920.

## Biografía
Yevgueni Zamiatin nació en una localidad al sur de Moscú. Su padre fue sacerdote de la Iglesia Ortodoxa Rusa y maestro de escuela, y su madre maestra de música. Estudió ingeniería naval en el Instituto Politécnico de San Petersburgo entre 1902 y 1908, tiempo durante el cual se unió a los bolcheviques. Se le ofreció la posibilidad de ejercer como profesor en el Instituto pero lo rechazó.
Fue arrestado durante la Revolución rusa de 1905 y exiliado, pero regresó a San Petersburgo donde vivió ilegalmente antes de asentarse en Finlandia en 1906 para terminar sus estudios.
Tras su regreso a Rusia, mientras publicaba en revistas de carácter científico, empezó a escribir como pasatiempo. Fue arrestado y exiliado por segunda vez en 1911, aunque fue amnistiado en 1913. La obra Un cuento provincial (Уездное) escrita en 1913, en donde satirizaba la vida de un pequeño poblado ruso, le trajo cierto grado de reconocimiento. Se dio a conocer durante la Primera Guerra Mundial con la publicación de una novela antimilitarista, En medio de la nada, censurada por las autoridades zaristas. En esa época residía en Newcastle upon Tyne, Gran Bretaña, donde se dedicó a diseñar buques de gran calado. Esto le llevará a entrar en contacto con el Taylorismo que llamó poderosamente su atención.
Inmediatamente después de la Revolución de Octubre de 1917, escribió en Gran Bretaña los relatos Los insulares (1918) y El pescador de hombres (1921). De vuelta a Rusia en 1917 crea la escuela literaria Hermanos de Serapión y trabaja como profesor en el Instituto Politécnico de San Petersburgo. Con la primera fase de la NEP, en los teatros de la URSS se representa su obra La pulga, que al igual que los insulares y La Sociedad de los honorables compañeros, arremete contra la sociedad inglesa y rusa.Sin embargo sus obras y piezas teatrales empiezan a ser censuradas, entre ellas su obra capital Nosotros (1921). Ante la imposibilidad de poder editarlas y de poder dar clases en su escuela, Maksim Gorki media entre él y Iósif Stalin. En 1931, Zamiatin escribe una carta en la que pide poder abandonar el país con su mujer. De esa misma época es La inundación (1929), última relato que publicaría en la URSS.

Estimado Iósif Vissariónovich:
       Condenado a un castigo supremo, el autor de la presente carta se dirige a Usted con la petición de que la citada pena le sea conmutada.

       Seguramente mi nombre le resulte conocido. Como para cualquier otro escritor, la posibilidad de la privación de escribir constituye para mí un castigo mortal. Y las condiciones creadas son tales, que no puedo continuar con mi labor, pues es inconcebible realizar tarea creativa alguna cuando uno se ve obligado a trabajar en una atmósfera de acoso sistemático que se endurece año tras año.

                                                           [...]

        Pero si no soy un criminal, pido entonces permiso para viajar temporalmente al extranjero junto con mi esposa.

                                                                   [...]

       La extraordinaria atención que ha dispensado a otros escritores que se han dirigido a usted, me permite albergar la esperanza de que mi petición sea también tenida en cuenta.
Junio de 1931

En 1932, emigró a París tras una breve estancia en Praga. Murió en París en 1937 en la extrema pobreza, víctima de una angina pectoral.

### Nosotros
Comenzó a escribir Nosotros en 1919 y aunque la terminó en 1921 ni tenía título ni se pudo publicar en esa fecha. Fue la primera novela que iniciaba el género distópico, pero la primera vez que vio la luz fue en Reino Unido en 1924, de manera incompleta y aún por titular por el autor. Fueron los británicos quienes la llamaron Nosotros para poder hacer su edición. En 1927, sin permiso de los editores ni del autor, la editorial y revista de exiliados rusos editada en Praga, donde se exilió en un primer momento, Volya Rosii publicó por entregas el libro. Esto provocó una serie de problemas al autor con las autoridades soviéticas.
Su éxito mundial ocurrió en 1929 cuando la novela fue editada en Francia. 
Nosotros influyó en Aldous Huxley y George Orwell. Ellos mismos declararon su admiración por la obra de Zamiatin. Los tres son considerados padres del género de la distopía o antiutopía.

## Obra
- De provincias (1912).
- En medio de la nada (1913).
- Tres días (1913).
- Alatyr (1914).
- Estudiantil (1914).
- La verdad verdadera (1914).
- Sobre un san pecado de la pupila virgen (1916).
- Las estampas (1916).
- La mártir de la ciencia (1916).
- Los ojos (1917).
- Los isleños (1917).
- A los niños grandes del cuento (1917-1920).
- La cueva (1920).
- Sobre el viejo beato Pamv el Desove (1920).
- El pescador de personas (1921).
- Nosotros (1920).
- Temo (1921).
- Los moros (1922).
- Rusia (1923).
- La visión (1924).
- El pie forzado (1924).
- Sobre el milagro, ocurrido el Miércoles de ceniza... (1924).
- La historia breve de la literatura desde los inicios y hasta este día (1924).
- La Sociedad de los Campaneros Honorables (1925).
- El drama diez minutos (1925).
- La Equis (1926).
- La palabra es concedida al camarada Churyguin (1927).
- Yola (1928).
- La inundación (1929).
- Los mártires de la ciencia (1929).
- Los epitafios de 1929 (1929).
- Las horas (1934).
- El león (1935).
- El látigo de Dios (1935).
- El encuentro (1935).

## Anécdotas
- Nosotros estuvo prohibida en la URSS hasta 1988. Ese mismo año también se levantó la censura a 1984 de George Orwell. En 1989, ambas obras fueron editadas junto a Un mundo feliz de Aldous Huxley.[1]
- Los planos del Lenin, su buque favorito, están firmados como D-503, O-90 e I-330 que son los protagonistas principales de la novela Nosotros.[1]